# Cabo Baba
El cabo Baba (en turco: Baba Burnu) , es el punto más occidental de Turquía, por lo que es el punto más occidental de Asia entera. En el mismo cabo existe un faro. Este fue construido en 1756 para guiar a los barcos.
La distancia al cabo Dezhneva, el extremo oriental de Rusia y Asia continental, es de 10.050 km y constituye la mayor dimensión del continente asiático.